# Сім струн
«Сім струн» — цикл поезій Лесі Українки, що складається з 7 віршів. Вперше надруковано як цикл у збірці «На крилах пісень», Львів, 1893, с. 3 — 8. Присвячений Михайлу Драгоманову («дядьку Михайлу»).
Датується 1890 р. за автографом в альбомі «Poesie», в якому дата [18]90 р. проставлена майже під кожною поезією циклу.

## Аналіз циклу поезій
Цикл побудований на семи нотах музикальної гами, звучить оригінально своїм версифікаційним, тематичним та жанровим багатоголоссям. Переплетення інтимних почуттів з громадянськими, характерне для цих віршів, стане надалі домінуючою рисою поезій Лесі Українки.

## Do (гімн)
Датується 1890 р. за автографом в альбомі «Poesie». "Струна перша" арфи поетеси із цього вірша озивається до бездольної, "безталанної" матері України, щоб в "шляхах-тернах" відшукати для рідного краю кращої долі.

## Re (пісня)
Датується 1890 р. за автографом в альбомі «Poesie». Ця струна покликана розбити "чорні хмари", добуває "чарівну зброю" для вільних пісень. А ще далі ставиться питання: "як світ новий з старого збудувати".

## Mi (колискова)
Датується 1890 р. за автографом в альбомі «Poesie». Не тільки заголовок, а й форма вказує, що це колискова. Але в народній колисковій все підпорядковане практичній меті - приспати.  У вірші вгадується інша, прямо протилежна мета - збудити, повідати, що чекає немовля на життєвій дорозі після безтурботних колискових снів. Поезія особливо багата на "словесні фарби", зорові образи, ритмомелодійні інтонації.

## Fa (сонет)
У чистовому автографі циклу — в альбомі «Poesie» є два твори під назвою «Fa. Сонет». Перший з них переписаний після поезії «Мі», другий — з авторською позначкою «Var. 2» — після поезії «Sol». За життя Лесі Українки у складі циклу «Сім струн» друкувався тільки другий варіант поезії «Fa» (вперше надрукований у журналі «Зоря», 1891, № 4, стор. 64, під заголовком «Сонет»). Перший варіант, опублікований у журналі «Життя і революція», 1928, № 2, стор. 154.

## Sol (рондо)
Є звістка, що цей вірш під назвою «У сні» було надруковано у виданні «Буковинський альманах на рік 1891» (це літературна частина «Буковинського православного календаря на звичайний рік 1891» [Леся Українка. Зібрання творів у 12 тт., т. 10, с. 460].
Датується часом не пізніше 18 (30) травня 1890 р.

## La (ноктюрн)
Датується 1890 р. за автографом в альбомі «Poesie».

## Si (септима)
Датується 1890 р. за автографом в альбомі «Poesie».
Цикл "Сім струн", нагадуючи великий музичний твір, засвідчив зближення поезії і музики, що стало властивим усій подальшій творчості Лесі Українки.

## В музиці
- Сергій Ярунський - "Сім струн", цикл трансцендентних прелюдій для скрипки і ф-но на теми українських народних пісень, записаних К. Квіткою з голосу Л. Українки. (2015) [Архівовано 22 жовтня 2019 у Wayback Machine.]